# Station Bad Salzdetfurth
Station Bad Salzdetfurth (Haltepunkt Bad Salzdetfurth) is een spoorwegstation in de Duitse plaats Bad Salzdetfurth, in de deelstaat Nedersaksen. Het station ligt aan de spoorlijn Bad Gandersheim - Groß Düngen en is geopend op 1 oktober 1900, toen de spoorlijn vanuit Groß Düngen geopend werd. De lijn naar Bodenburg werd op 7 november 1901 geopend. 

## Indeling
Het station heeft één zijperron, dat niet is overkapt maar voorzien van abri's. Het station is te bereiken vanaf de straat Bahnhofstraße. Hier bevinden zich ook een parkeerterrein, een bushalte en een fietsenstalling.  Daarnaast staat hier het stationsgebouw van Bad Salzdetfurth, maar dat heeft nu een culturele bestemming gekregen, een zogenaamde Kulturbahnhof. Ten westen van het station ligt er een klein goederenemplacement, waar elke werkdag een trein van en naar rangeerterrein Hannover-Linden rijdt.

## Verbindingen
De volgende treinserie doet het station Bad Salzdetfurth aan:
| Serie | Treinsoort                  | Route                                         | Bijzonderheden |
| ----- | --------------------------- | --------------------------------------------- | -------------- |
| RB 79 | Regionalbahn (NordWestBahn) | Hildesheim Hbf – Bad Salzdetfurth – Bodenburg |                |